# اسکات تالبوت-کامرون
اسکات تالبوت-کامرون (به انگلیسی: Scott Talbot-Cameron) (زادهٔ ۱۳ ژوئیهٔ ۱۹۸۱) شناگر اهل نیوزیلند است.